# Hornung & Møller
Hornung & Møller est un ancien fabricant danois de pianos actif de 1827 à 1972. Il a dominé l'industrie du piano au milieu des années 1800 et introduit le cadre de piano en fonte.

## Histoire
L'entreprise a été fondée par Conrad Christian Hornung (Skælskør, juillet 1801 — Copenhague, 11 juin 1873), un chapelier de Skælskør, qui s'est intéressé à la fabrication des pianos lors d'une visite en Allemagne.
Après des études en Allemagne, il est revenu au Danemark, où il a fabriqué son premier piano en 1827 et ouvert une boutique dans sa ville natale de Skælskør. L'entreprise s'est installée à Slagelse en 1834 et à Copenhague en 1842.
En 1851, il transféra l'ensemble de l'entreprise à son employé Hans Peter Møller, dont le nom fut ajouté à la raison sociale de l'entreprise. À la mort de Møller en 1859, celle-ci a été dirigée par sa veuve, avec son fils Frederik Møller, âgé de 20 ans, comme directeur général. L'usine a déménagé en 1872 au palais Dehn (en) sur Bredgade (en), qui servait aussi de vitrine pour ses instruments.

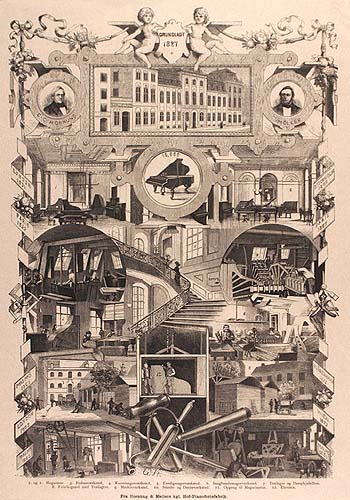
Publicité pour Hornung & Møller, 1883 : plusieurs aspects du sont visibles.

À partir de 1843, la manufacture est devenue fournisseur de la cour danoise. En 1907, elle a pris le statut de société anonyme.
Hornung & Møller a produit des pianos carrés (jusqu'en 1880), des pianos droits et des pianos à queue ; on lui attribue le développement de plusieurs instruments d'accordage vendus par Hammacher Schlemmer (en), Lyon & Healy (en) et Dolge Dolge (en).
L'usine a fermé en juillet 1972 après avoir produit plus de 50 000 instruments.

## Direction
- 1827-1851 : CC Hornung
- 1851-1859 : Hans Peter Møller
- 1859-1917 : Frederik Møller
- 1878-1926 : Conrad Møller
- 1907-1951 : Axel R. Møller
- 1907-1967 : Knud Møller
- 1951-1972 : Bjørn Møller[4]